# Westover Hills (Texas)
Westover Hills es un pueblo ubicado en el condado de Tarrant en el estado estadounidense de Texas. En el Censo de 2010 tenía una población de 682 habitantes y una densidad poblacional de 353,45 personas por km².

## Geografía
Westover Hills se encuentra ubicado en las coordenadas 32°44′38″N 97°24′44″O / 32.74389, -97.41222. Según la Oficina del Censo de los Estados Unidos, Westover Hills tiene una superficie total de 1.93 km², de la cual 1.93 km² corresponden a tierra firme y (0%) 0 km² es agua.

## Demografía
Según el censo de 2010, había 682 personas residiendo en Westover Hills. La densidad de población era de 353,45 hab./km². De los 682 habitantes, Westover Hills estaba compuesto por el 96.77% blancos, el 0.15% eran afroamericanos, el 0% eran amerindios, el 1.76% eran asiáticos, el 0% eran isleños del Pacífico, el 0.15% eran de otras razas y el 1.17% pertenecían a dos o más razas. Del total de la población el 1.17% eran hispanos o latinos de cualquier raza.